# М4 карабин
 (енгл. Carbine, 5.56 mm, M4), је аутоматска пушка америчке производње у калибру 5.56x45mm. Дизајнирана за потребе америчке војске и као замена старој М16. Оба модела израђена су на основу модела АR-15. Слободно се може рећи да је једна од најпопуларнијих јуришних пушака на свету.
М4 представља скраћену (карабин) верзију старе М16, намењену првенствено за блиску борбу у урбаним условима.

## Опис и детаљи конструкције
Пушку одликују одлична ергономска решења и сјајна балансираност. Имајући у виду скраћену цев, као и сам калибар који пушка користи, замера јој се мала зауставна моћ. И сами конструктори су свесни овога, али ову околност правдају значајном прецизношћу пушке.
Унутрашњост цеви је хромирана и ожлебљена са кораком увијања од 1: 178 мм. На устима цеви налази се скривач пламена са четири прореза који маскира положај стрелца приликом паљбе.
Основни нишан је диоптерски и одговара природи људског ока. Конструкционо решење сматра се једним од најбољих, уз оно на аутомату МП5. Нишањење се врши довођењем у линију мушице (предњег нишана) у центар круга (задњи нишан).
Сандук пушке израђен је од легуре алуминијума (уштеда на тежини), састоји се из предњег и задњег дела, спојених предњим и задњим клином. Сама пушка састављена је из већег броја ситнијих делова, па је склапање и расклапање усложено, као и процес самог одржавања.
Отвор за избацивање чаура налази се са десне стране сандука, опремљен је заштитним поклопцем који се подиже када су носач клипа и клип у задњем положају. Непосредно иза отвора налази се метални дефлектор који штити лице стрелца од вреле чауре.
Са десне стране сандука (одмах на почетку кундака) налази се и потискивач за довршавање процеса брављења (потискује затварач у забрављени положај). Вероватно није био првобитна жеља конструктора и да је накнадно додат, услед бројних притужби корисника на проблеме приликом брављења.
Полуга за запињање налази се са горње стране сандука.
Режим рада мења се променом положаја регулатора који се налази са леве стране пушке, изнад рукохвата. Могући су јединачни, рафални, три везано, или закочен режим. Полуга којом се врши промена режима рада може правити проблем приликом ношења рукавица.
Храњење долази из одвојивог, благо закривљеног оквира, капацитета 30 метака, смештених у два реда. Избацивање оквира врши се притиском дугмета које се налази изнад њега, на десној страни сандука.
Телескопски кундак подесив је на четири дужине, а само конструкционо решење сматра се једним од најбољих на свету.
Интегрисане шине са све четири стране сандука омогућавају монтирање додатне тактичке опреме.
Велика заступљеност ове пушке пре се може приписати политичким чиниоцима, него стварном квалитету оружја.
Код нас у Србији можемо је видети код припадника специјалних и јединица за специјалне намене Министарства унутрашњих послова.